# (6641) Bobross
(6641) Bobross es un asteroide perteneciente al Cinturón de asteroides, región del sistema solar que se encuentra entre las órbitas de Marte y Júpiter.
Fue descubierto el 29 de julio de 1990 por Henry E. Holt desde el observatorio Palomar.

## Designación y nombre
Designado provisionalmente como 1990 OK2. Fue nombrado  por Robert Ross (1920-2006) quien dedicó su vida a la Muscular Dystrophy Association durante casi 50 años. Fue vicepresidente sénior y director ejecutivo, Ross convirtió a la MDA en una organización de renombre mundial que financia la investigación y abre nuevas vías para la atención de los pacientes y sus familias.

## Características orbitales
Bobross está situado a una distancia media del Sol de 2,778 ua, pudiendo alejarse hasta 3,304 ua y acercarse hasta 2,251 ua. Su excentricidad es 0,190 y la inclinación orbital 4,877 grados. Emplea 1690,84 días en completar una órbita alrededor del Sol.

## Características físicas
La magnitud absoluta de Bobross es 13,41. Tiene 6,105 km de diámetro y su albedo se estima en 0,273.